# Glyphomerus stigma
Glyphomerus stigma is een vliesvleugelig insect uit de familie Torymidae. De wetenschappelijke naam is voor het eerst geldig gepubliceerd in 1793 door Fabricius.